# New York-Presbyterian Hospital
Il New York-Presbyterian Hospital è un celebre ospedale situato a New York, nello Stato di New York.

## Storia
Inizialmente vi erano due strutture diverse, la prima fondata con il nome di New York Hospital nel 1771, mentre il Presbyterian Hospital fu fondato nel 1868 da James Lenox, le due strutture si fusero nel 1998.
Affiliato al centro medico Weill di Cornell dal 1972.